# Agios Georgios (Agios Vasilios)

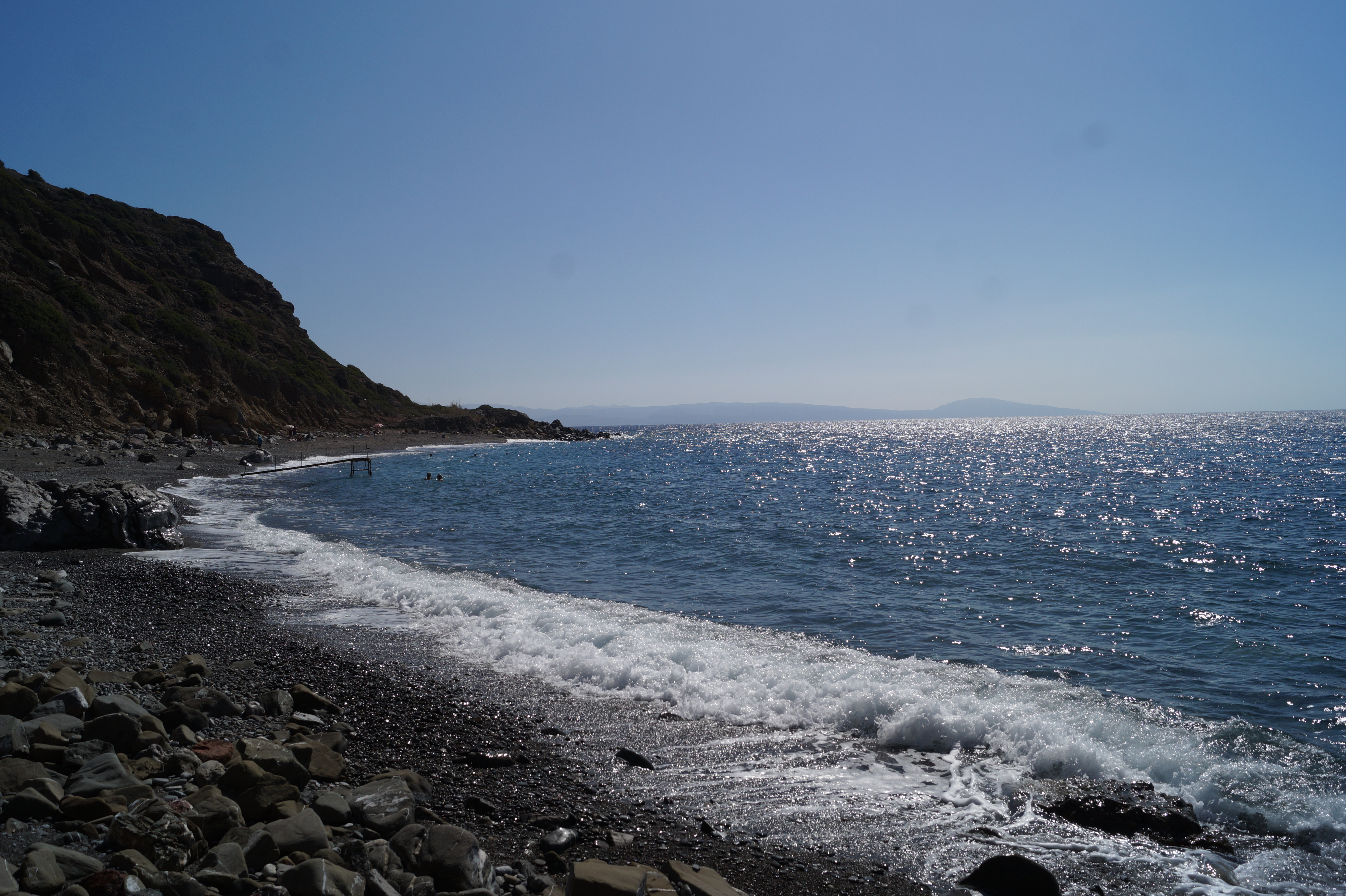
Strand von Agios Georgios

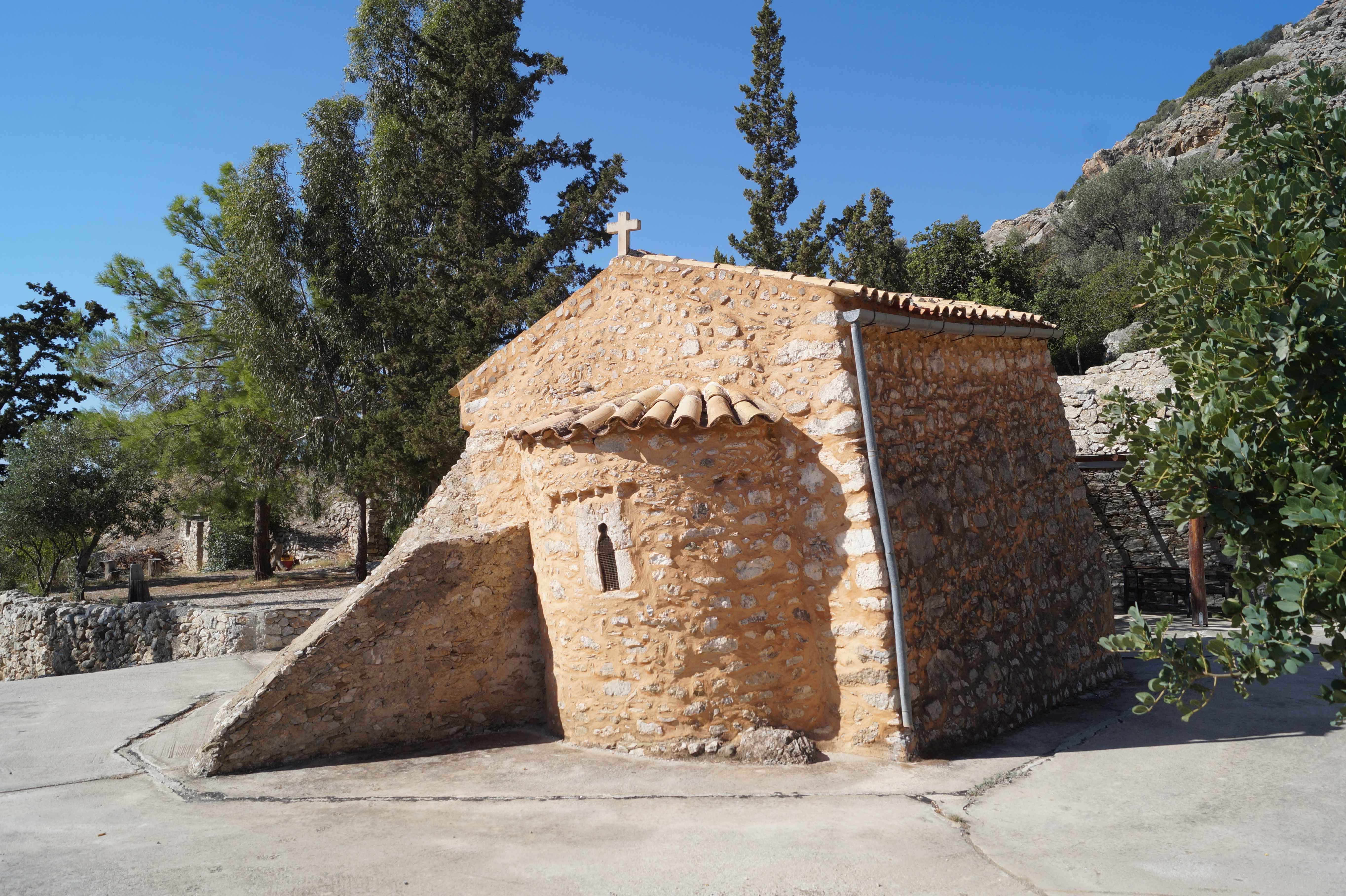
Byzantinische Kirche Agios Georgios von Osten

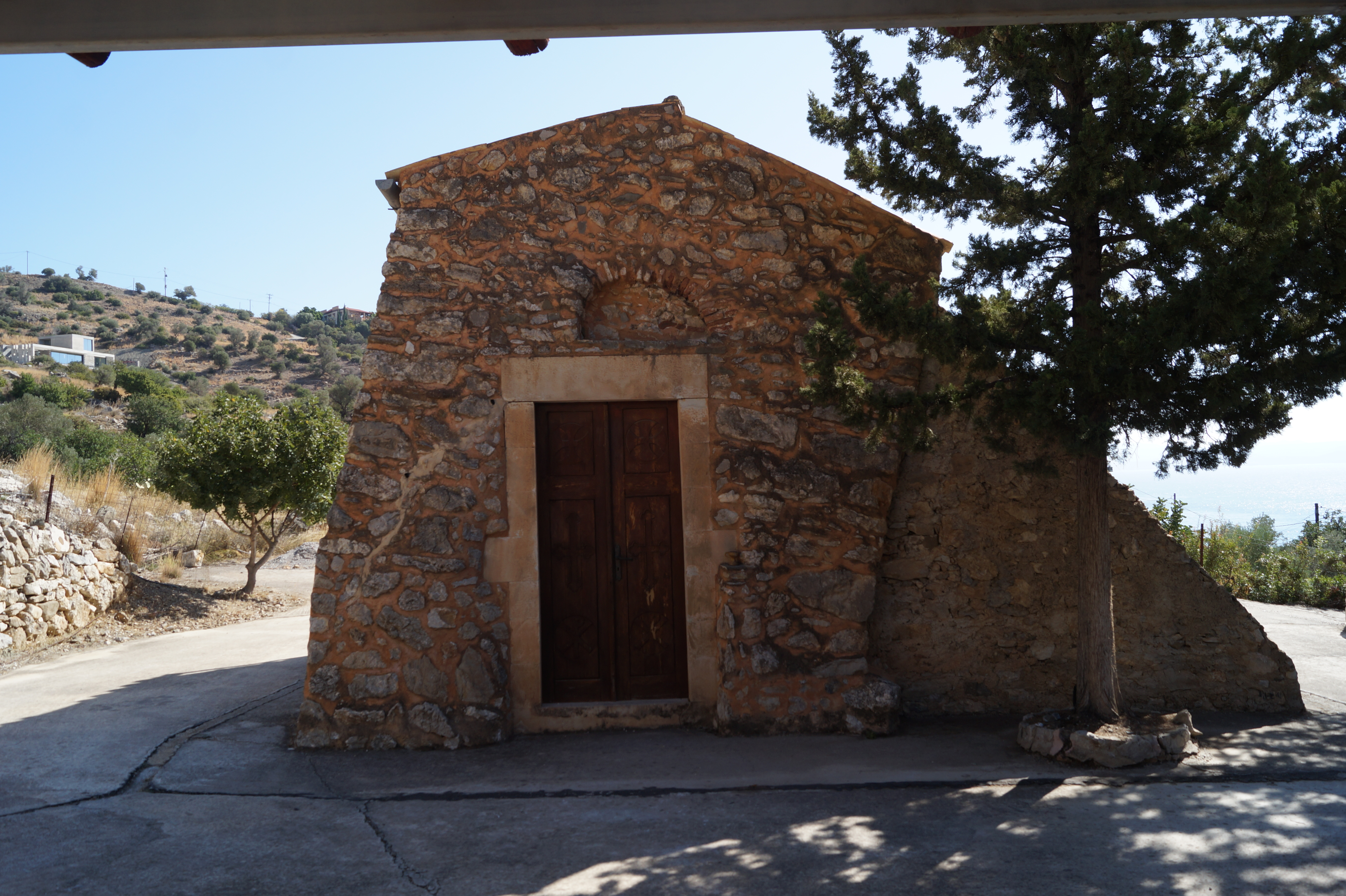
Byzantinische Kirche Agios Georgios von Westen

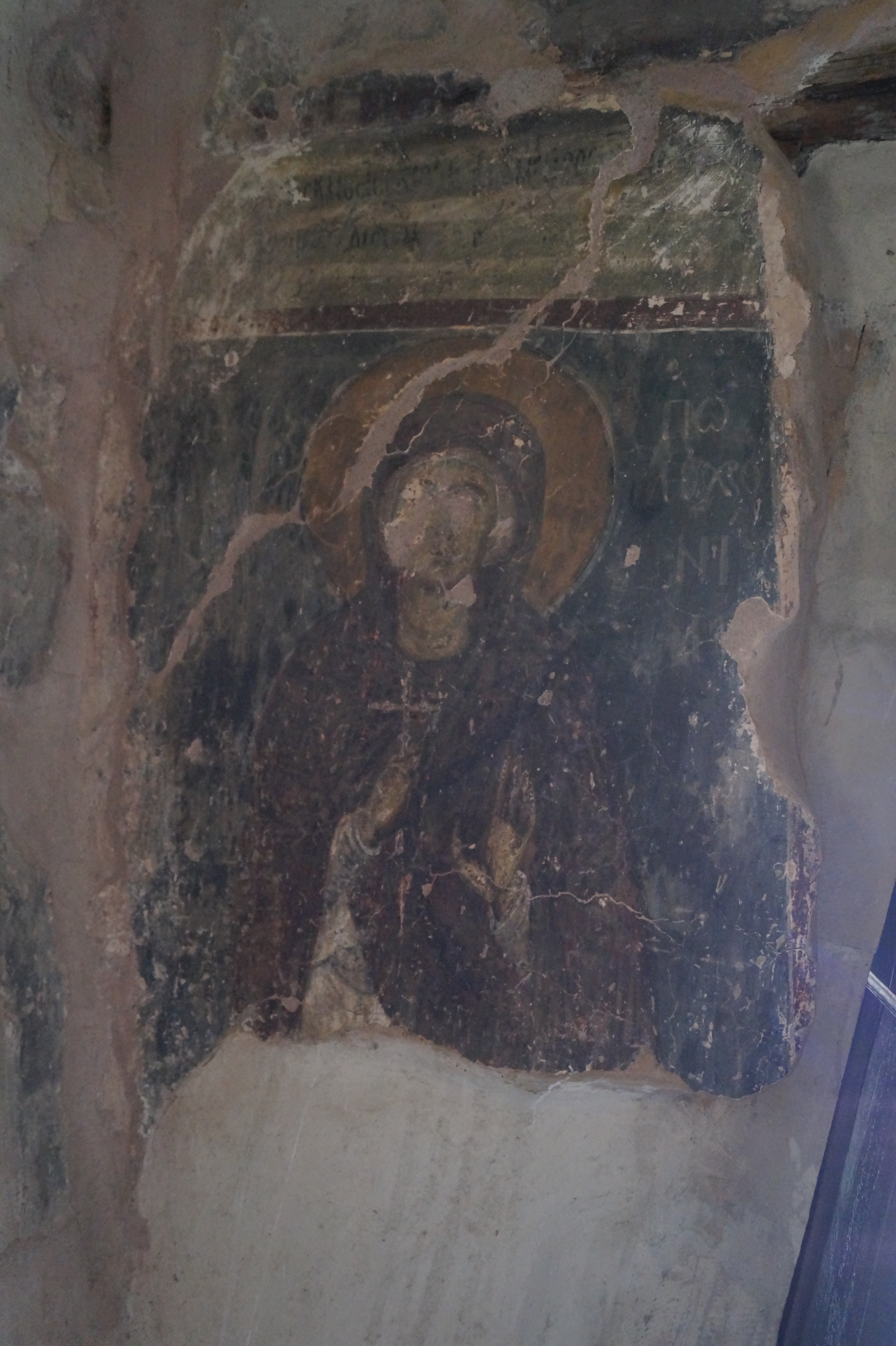
Fresko der Agia Polychronia

Agios Georgios (griechisch Άγιος Γεώργιος (m. sg.) ‚Heiliger Georg‘) ist ein kleiner Küstenort im Süden der griechischen Insel Kreta. Er gehört als Teil der Ortsgemeinschaft Melambes zum Gemeindebezirk Lambi in der Gemeinde Agios Vasilios. Der Name des Ortes geht auf die gleichnamige byzantinische Kirche zurück.

## Beschreibung
Agios Georgios liegt in einem Tal etwa 3 km westlich von Agia Galini. Es liegt auf einer Höhe von 0 bis etwa 140 m. Die wenigen Häuser liegen weit verstreut. Am Badestrand im Ostteil gibt es zwei Restaurants. Hier legt während der Urlaubssaison auch zweimal täglich das Schiff nach Agia Galini an. Ein weiteres Restaurant liegt im Westen an der Straße nach Agios Pavlos. Im Norden an der Straße nach Melambes steht eine moderne Kirche, die dem heiligen Konstantin und der Helena geweiht ist.

## Kloster Agios Georgios Finokalis
Die byzantinische Kirche Agios Georgios ist die Hauptkirche des verlassenen Klosters Agios Georgios Finokalis. Der Beiname Finokalis zeigt, dass in dessen Umgebung Finokale-Sträucher (griechisch θάμνο φινοκαλέ) wuchsen, aus dessen Reisig man Besen fertigte. Sie steht im westlichen Teil des Tales etwa 300 m von der Küste entfernt.
Die einschiffige Kirche mit Spitzbogengewölbe und einem Gurtbogen aus dem 14. Jahrhundert ist etwa 6 m lang und 4 m breit. Sie wird auch Schiefe Kirche (griechisch κεκλιμένη εκκλησία) genannt, da sie nach Südosten geneigt ist. Durch eine geologische Verwerfung infolge eines Erdbebens senkte sich die Südostecke etwa um einen halben Meter ab. Bei der Renovierung des Gebäudes wurde die Südwand durch drei Stützmauern gesichert. Eine weitere Stützmauer wurde am südlichen Teil der Ostwand errichtet. An der Westseite wurde eine neue, in gut behauene Quader gefasste Tür eingebaut. Aus diesem Grund steht die Tür senkrecht, obwohl die Fassade etwa 10° nach Süden geneigt ist. Auch der im Innern sichtbare hölzerne Türsturz ist nach Osten etwa um 10° nach unten geneigt.
Im Innern sind zwei Schichten der Fresken teilweise erhalten. Die jüngere Wandmalerei wird anhand in die Nordwand eingeritzten Inschriften aus den Jahren 1451 und 1458 in die Mitte des 15. Jahrhunderts datiert. Es gibt auch noch zwei Monogramme mit den Jahres Zahlen 1481 und 1486. Am besten sind die Fresken der Agia Polychronia, der Mutter des heiligen Georgs, links neben der Tür und des Erzengel Michael an der Nordwand erhalten. Die moderne Ikonostase stammt aus dem Jahre 1980 und zeigt von links nach rechts den heiligen Georg, die Muttergottes, Jesus Christus und Johannes der Täufer.
Neben der Kirche steht ein einfacher Glöckenturm aus Holzbalken und ein überdachter Sitzbereich. Das Kloster hat keine Umfassungsmauer und verfügt über nur drei Zellen, die mit einer Feuerstelle und Wandschränke ausgestattet sind. Außerdem gibt es im Außenbereich noch einen Backofen und ein Toilettenhäuschen.
Über die Geschichte des Klosters ist wenig bekannt. Um 1870 lebt dort die Nonne Agapia Perogiannakis. Die letzten Bewohner waren die Nonnen Aikaterini und Persefoni Christoforakis, Alexandra Paterakis, Chrisi Papafanourakis. Nach dem Tod von Chrisi Papafanourakis, der letzten Nonne des Klosters, im Jahre 1985 fiel das Kloster an die Pfarrgemeinde von Melambes. Seit dieser Zeit steht es unter der Obhut des Archäologischen Services, der eine umfangreiche Restaurierung vornahm.

## Geschichte des Ortes
Bis zum 17. März 1991 war Agios Georgios ein Teil der Kinotita Melambes in der Gemeinde Rethymno, danach bildete es eine Siedlung innerhalb der Kinotita. Ab dem 4. Dezember 1997 wurde die Kinotita Melambes der neu gegründeten Gemeinde Lambi zugeordnet. Am 7. Juni 2010 wurde Lambi jedoch zum Gemeindebezirke innerhalb der Gemeinde Agios Vasilios herabgestuft.

### Einwohnerentwicklung
| Jahr | Einwohner |
| ---- | --------- |
| 1971 | 72        |
| 1991 | 19        |
| 2001 | 56        |
| 2011 | 14        |